# Geschiedenis van Schiedam
Dit artikel behandelt de geschiedenis van de Nederlandse stad Schiedam.

## Ontstaan
Schiedam ontstond op dezelfde wijze als later de grote buur Rotterdam: nabij de monding van de Schie werd rond waarschijnlijk 1230 door de heer van Wassenaar en/of heer Dirk Bokel van ambacht Mathenesse een dam aangelegd om het polderland te beschermen tegen het zeewater. In 1247 kreeg Aleid van Holland bij haar huwelijk met Jan van Avesnes het oostelijke deel van de dam (en het poldertje) als bruidsgeschenk. Deze dam trok handelsactiviteit aan, omdat goederen voor het achterland (Delft, en verderop Leiden en Haarlem) hier dienden te worden overgeslagen. Het plaatsje kreeg al snel stadsrechten: deze werden in 1275 verleend door vrouwe Aleid van Holland (Aleida van Avesnes), de zuster van graaf Willem II van Holland. Zij had hier een kasteel laten bouwen, het "Huis te Riviere". Restanten van een donjon, die deel uitmaakte van dit kasteel, zijn heden ten dage nog altijd te zien in het centrum van Schiedam, naast het Schiedamse stadskantoor aan de Broersvest.
Ten tijde van de Hoekse en Kabeljauwse twisten verleende gravin Margaretha Schiedam op 2 augustus 1346  het recht om vesten om de stad aan te leggen. In de periode tot 1360 kwamen de Noordvest, de Vellevest, de Broersvest en de Westvest tot stand.
Als jonge nederzetting kreeg Schiedam al spoedig concurrentie: in 1340 respectievelijk 1389 kregen Rotterdam en Delft toestemming een waterverbinding aan te leggen tussen de Schie en de Maas. Vanaf de vijftiende eeuw bloeide de devotie op rond de Heilige Liduina, die in Schiedam leefde. De stad kreeg vervolgens betekenis door de haringvisserij. In 1428 vond in Schiedam een grote stadsbrand plaats.

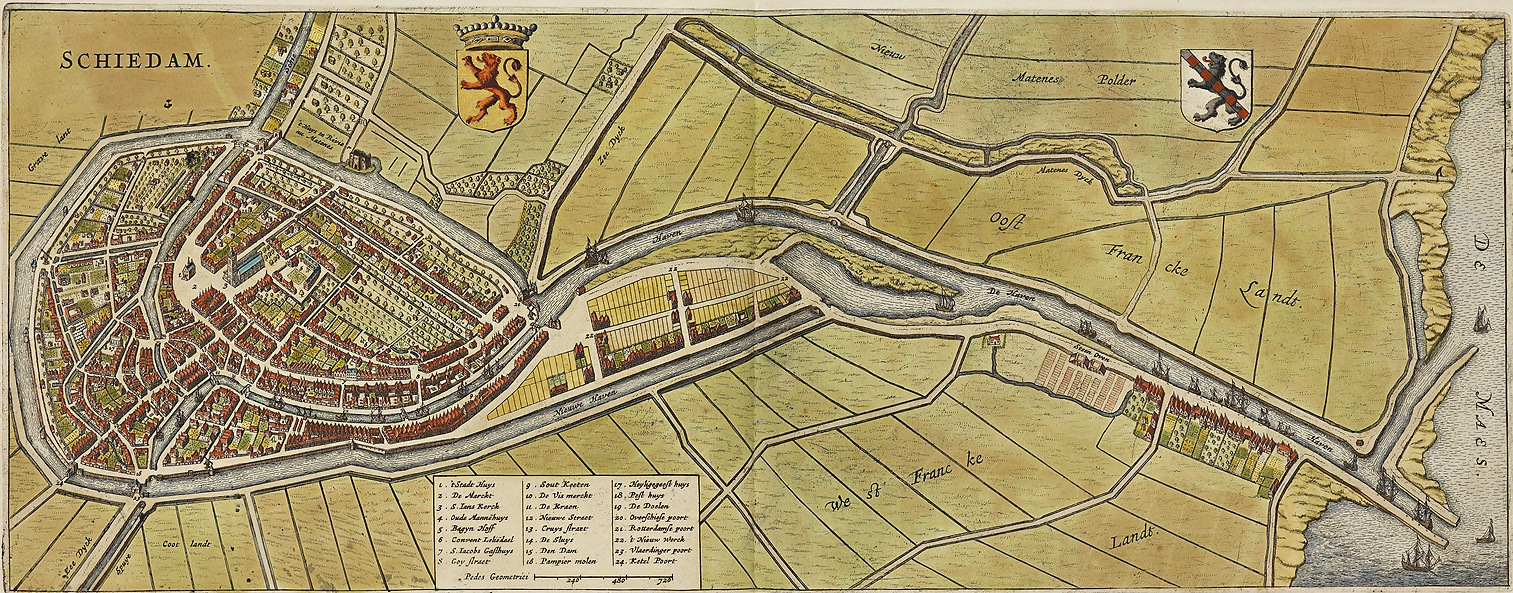
Schiedam rond 1698

## Jenever en molens
De achttiende eeuw was Schiedams Gouden Eeuw: de stilgevallen drankimport uit Frankrijk maakte de opkomst van de Schiedamse jeneverstokerij mogelijk. Vanuit tientallen branderijen en distilleerderijen werd Schiedamse jenever over de hele wereld geëxporteerd. De jeneverindustrie gaf Schiedam de bijnaam 'Zwart Nazareth'. De bedrijfstak is inmiddels grotendeels verdwenen.
Zes molens: Molen De Walvisch, Molen De Drie Koornbloemen, Molen De Vrijheid, Molen De Noord, Molen De Palmboom en de in 2011 opnieuw gebouwde Molen De Kameel, de hoogste molens ter wereld - omdat zij boven de hoge pakhuizen uit moesten steken, maar ook omdat er vanwege de grote productie veel opslagruimte nodig was - en een groot aantal voormalige branderijen herinneren nog aan de branderstijd. In een van deze branderijen, gevestigd aan de historische Lange Haven is sinds 1996 het Jenevermuseum gevestigd.
De bedrijvigheid in Schiedam trok ook veel mensen van buiten Schiedam aan. Bij de volkstelling van 1839 was 41% van de bevolking van Schiedam katholiek, tegen 14% van de bevolking van Vlaardingen en 28% van de bevolking van Rotterdam. Aan het eind van de achttiende eeuw hadden zich veel mensen uit Westfalen en andere streken van West-Duitsland in de stad gevestigd, wat tot een "verroomsing" van de bevolking had geleid.

## Tweede Wereldoorlog
Op 14 mei 1940 werden de Overschieseweg en de Parallelweg direct ten noorden van station Schiedam getroffen door Duitse bommen. Hierbij vielen 16 doden. Direct na de capitulatie in mei 1940 kreeg de Schiedamse scheepsbouw (de Werf Gusto, Wilton-Fijenoord en de Scheepsbouw Maatschappij Nieuwe Waterweg) het druk. Ten behoeve van de geplande Duitse invasie in Engeland, Operatie Seelöwe, bouwden zij in 1940 180 resp. 170 en 140 binnenvaartschepen om tot landingsvaartuig. Ook in de jaren erna werden de Schiedamse werven op grote schaal ingezet door de Kriegsmarine. In 1942 en 1943 voerden de geallieerden bombardementen uit op de Wiltonwerf en de Nieuwe Waterweg.
In 1941 werd de gemeente Kethel en Spaland geannexeerd, waardoor er ruimte was voor grootschalige woningbouw ten noorden van Schiedam. Hier liggen nu de wijken Tuindorp Kethel, Groenoord, Woudhoek en Spaland.
Op 10 november 1944 vond in Schiedam en Rotterdam een grote razzia plaats. Hierbij werden 52.000 van de 70.000 mannen in Rotterdam en Schiedam tussen 17 en 40 jaar opgepakt. De Schiedamse mannen werden verzameld op de Koemarkt. Zij moesten naar Delft lopen en werden vandaar naar Duitsland afgevoerd.

## Na de oorlog
In de twintigste eeuw bloeide in Schiedam de scheepsbouw op, maar deze bedrijfstak is grotendeels verdwenen. In 1978 sloten zowel de Gustowerf als De Nieuwe Waterweg. Schiedam is nu vooral een forensengemeente. Daarnaast heeft Schiedam zich in de afgelopen jaren meer en meer ontwikkeld als toeristische trekpleister. De historische binnenstad met de haar bezienswaardigheden leent zich daar toe. In 2005 kwam er een nieuwe molen bij (De Nolet), die met zijn 41,82 meter de hoogste ter wereld is. De Nolet werd in 2006 in gebruik genomen. In 2009 werd gestart met de herbouw van de windmolen De Kameel recht tegenover het Proveniershuis. Op 14 mei 2011 werd deze op de landelijke Molendag in gebruik genomen.
Ter gelegenheid van het 700-jarig bestaan in 1975 werd de Geschiedenis van Schiedam uitgebracht, geschreven door drs. G. van der Feijst, de toenmalige gemeentearchivaris. Hierin werd de geschiedenis van Schiedam vanaf de wording tot 1795 beschreven.
Op 4 mei 1976 vond bij Schiedam een ernstig treinongeluk plaats met 24 doden en 15 gewonden toen een stoptrein (sprinter) botste tegen een internationale trein.
In 2000 kwam de stad in het nieuws door de Schiedammer parkmoord, een misdrijf in het Beatrixpark waarvoor een onterecht veroordeelde vier jaar lang in de cel zat.
In 2006 is het geheel vernieuwde Stedelijk Museum geopend.